# Kapelle St. Adalbert (Tenkitten)
Die Sankt-Adalbert-Kapelle in Ostpreußen an der samländischen Ostseeküste im Südwesten des Dorfs Tenkitten (heute: Beregowoje (Kaliningrad, Baltijsk)) war  ein Kirchengebäude, das  von 1424 bis 1669 als Gotteshaus gedient hatte, 1669 durch einen Sturm schwer beschädigt und danach nicht wieder aufgebaut wurde.

## Geschichte

Tenkitten, nordwestlich von Fischhausen am Nordufer des Frischen Haffs, auf einer Landkarte von 1910. Südwestlich von Tenkitten in Küstennähe der Standort der St.-Adalbert-Kapelle (siehe linke Bildhälfte).

Eine erste Kirche soll Tenkitten bereits im Zeitraum von 1014 bis 1035 in der Zeit der Herrschaft des dänischen Königs Knut IV. über das Samland gehabt haben. 
Bei Tenkitten erlitt der Überlieferung zufolge der Heilige Adalbert wahrscheinlich am 23. April 997 den Märtyrertod. Der genaue Ort des Todes ist nicht belegt; der Tatort soll sich unweit der Ostseeküste befunden haben.
Im Zeitraum 1422–1424 ließ dort der Ordensmarschall Ludwig von Lanse († 1451) eine Gedächtniskapelle errichten, die 1424, zur Zeit des samländischen Bischofs Johann, geweiht wurde. Nach Angaben des Fischhausener Superintendenten Friedrich Wilhelm Lange, der 1834 den äußeren Grundriss der Kapelle vermaß, war das Kirchenschiff von Osten nach Westen ausgerichtet und hatte einschließlich des Glockenturms eine Länge von 85 Fuß (≈ 26,70 Meter), während seine Breite in Nord-Süd-Richtung 29 Fuß (≈ 9,10 Meter) betrug; die Sankt-Adalbert-Kapelle gehörte damit zu den kleineren Kapellen Preußens.
Die Kapelle wurde zu einem Wallfahrtsort, da Papst Eugen IV. ihren Besuchern eine hunderttägige Indulgenz zugesichert hatte.
Im Zuge der Reformation wurde die Wallfahrtskapelle im Jahre 1525 zu einer evangelischen Pfarrkirche umgewidmet. Am 24. November 1669 stürzte die Kapelle bei einem schweren Sturm ein. Zu diesem Zeitpunkt war Heinrich Vasoldt (1622–1684) Pfarrer der St.-Adalbert-Kapelle. Der Schrein des Marienaltars wurde dem Museum in Marienburg übergeben. Um 1840 gab es eine Initiative zum Neubau einer St.-Adalbert-Kapelle bei Tenkitten an der alten Stelle, an der noch Mauerreste vorhanden waren. Die Initiative war vom katholischen Gnesener Bischof Martin von Dunin ausgegangen, der 1840 Königsberg einen Besuch abgestattet hatte und bei dieser Gelegenheit auch nach Tenkitten gekommen war. Auf allerhöchste Anordnung vom 4. April 1842 wurde daraufhin eine Gedächtniskapelle geplant, die sich die beiden Konfessionen räumlich teilen sollten. Da der evangelische Bevölkerungsanteil weitaus überwog, konnte sich diese Idee nicht durchsetzen.
Bis zum Jahre 1945 war Tenkitten in das Kirchspiel der Pfarrgemeinde in Lochstädt eingegliedert, dessen Pfarrer in Tenkitten wohnten und das zum Kirchenkreis Fischhausen (Primorsk) in der Kirchenprovinz Ostpreußen der Kirche der Altpreußischen Union gehörte. Heute liegt Beregowoje im Einzugsbereich der evangelisch-lutherischen Gemeinde in Swetly, einer Filialgemeinde der Auferstehungskirche in Kaliningrad in der Propstei Kaliningrad der Evangelisch-lutherischen Kirche Europäisches Russland.

## Ausstattung

### Marienaltar

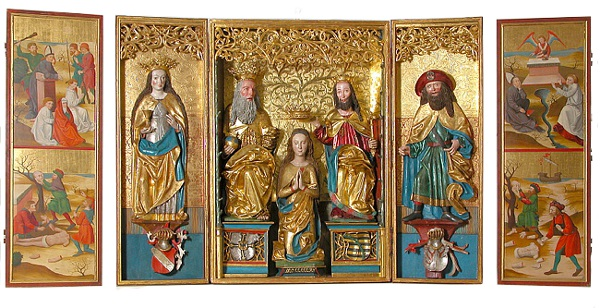
Marienaltar aus der St.-Adalbert-Kapelle bei Tenkitten

Der Marienaltar zeigt die Krönung der Mutter Gottes in der Mitte sowie die hl. Barbara und den hl. Jakobus auf den Seitenflügeln. Die Rückseiten der Seitenflügel sind mit Szenen aus der Märtyrerlegende des hl. Adalbert bemalt. Der Altar stammt von 1504 – vermutlich aus einer Nürnberger Werkstatt – und war ein gemeinschaftliches Geschenk des Hochmeisters Friedrich von Sachsen, des Lochstädter Pflegers von Reitzenstein und des Bernsteinmeisters Leo von Waiblingen an die Kirche in Tenkitten. Nach dem Einsturz der Kapelle gelangte er kurzzeitig in die Burgkapelle Lochstedt, wurde aber bald darauf verkauft. Es ist daraus zu schließen, dass auch Lochstedt immer ein Ort der Verehrung des heiligen Adalbert gewesen ist. Ende der 1660er Jahre erwarb Herr von Blell–Tüngen den Altar und spendete ihn nebst vielen anderen Sammlerstücken der Marienburg. Heute ist der Altar im Marienburger Museum zu besichtigen.

### St.-Adalbert-Kreuz

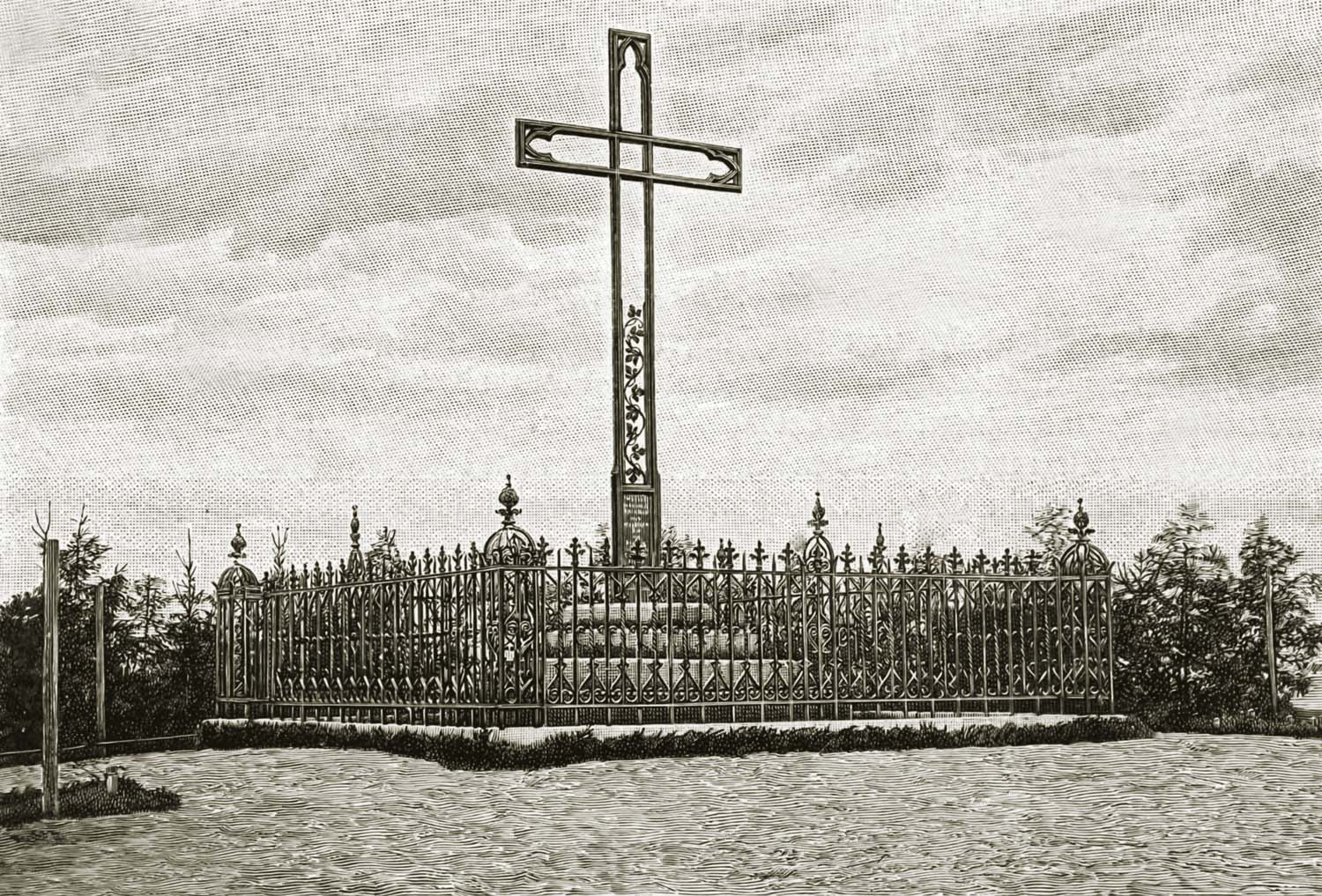
Das St.-Adalbert-Kreuz bei Tenkitten

Auf den kaum noch erkennbaren Ruinenresten der St.-Adalbert-Kapelle wurde 1822 ein 9,5 m hohes Holzkreuz aus einem Eichenstamm errichtet, das den Stürmen nicht lange standhielt.
Die polnische Gräfin Wielopolska stiftete ein fast ebenso hohes Eisenkreuz (8,78 m), weil sie im Novemberaufstand 1831 in Fischhausen Zuflucht gefunden hatte. Graf Dohna-Wundlaken, Konsistorialpräsident in Königsberg i. Pr., ließ die eisernen Ranken einarbeiten. Das Kreuz stand bis zur Schlacht um Königsberg im April 1945. Zum 1000-jährigen Jubiläum des Martyriums des hl. Adalbert im Jahr 1997 wurde ein neues Kreuz errichtet.